# Bendestorf
Bendestorf is een gemeente in de Duitse deelstaat Nedersaksen. De gemeente maakt deel uit van de Samtgemeinde Jesteburg in het Landkreis Harburg. Bendestorf telt 2.344 inwoners.

## Ligging, infrastructuur
De naburige gemeentes Seevetal en Rosengarten (Nedersaksen) zijn goed ontsloten door Autobahnen (o.a. de A1 en de A7; afrit 38 Ramelsloh van de A7 ligt 4 km ten oosten van Harmstorf, dat direct ten noorden van Bendestorf ligt) en spoorlijnen, o.a. Station Klecken ten westen van de gemeentegrens.
De gemeente is per lijnbus te bereiken vanaf het station van Buchholz.

## Geschiedenis
Het dorp ontstond in de middeleeuwen rondom een oud kerkje.
Van 1947 tot 2012 was te Bendestorf een filmstudio gevestigd. In de eerste jaren regisseerde en produceerde Rolf Meyer er onder de bedrijfsnaam Junge Film Union bioscoopfilms, vaak romantische zogenaamde Heimatfilms. Bekende films, die er geproduceerd werden zijn o.a.:
- 1948: Menschen in Gottes Hand met in de hoofdrol Paul Dahlke (de eerste productie uit deze studio)
- 1951: Die Sünderin, met in de hoofdrol Hildegard Knef
- 1951: Die Csardasfürstin met in de hoofdrol Marika Rökk
- 1953: Ave Maria, met in de hoofdrol Zarah Leander
- 1954: Heideschulmeister Uwe Karsten, met in de hoofdrol Claus Holm
- 1967-1969: Landarzt Dr. Brock, tv-serie met in de hoofdrol Rudolf Prack

Toen de studio in 1952 een faillissement en een doorstart had meegemaakt, en kort na 1960 voor bioscoopproducties te klein was gebleken, werd de studio voor kleinschaliger tv- en reclamefilms gebruikt. In de tweede helft van de 20e eeuw kreeg het dorp Bendestorf door de aanwezigheid van de studio de bijnaam Heide-Hollywood. In 2018 werden de gebouwen van de studio gesloopt op een klein gedeelte na, dat als filmmuseum in gebruik werd genomen.